# Brahma (hönsras)

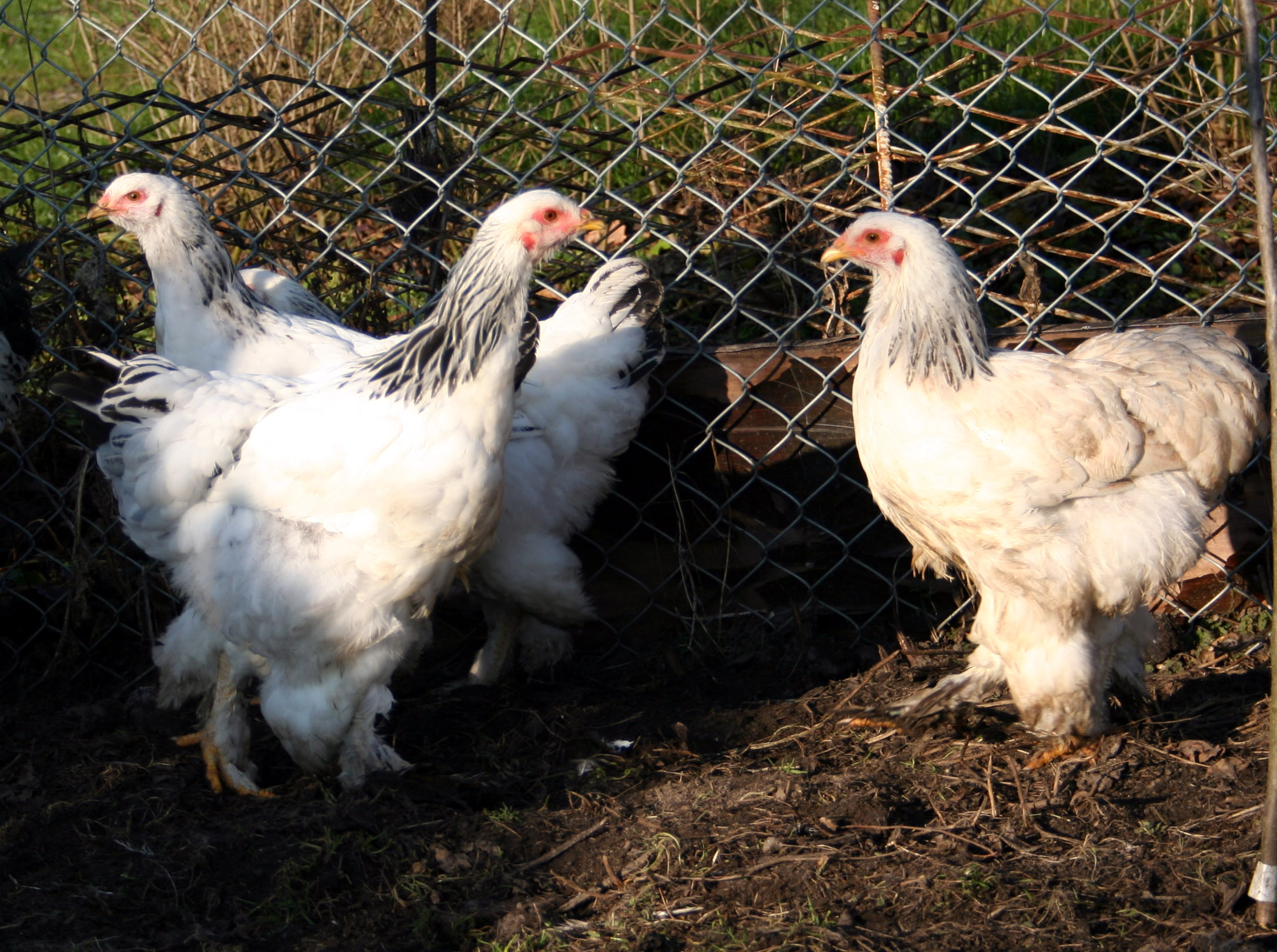
Brahmahöns.

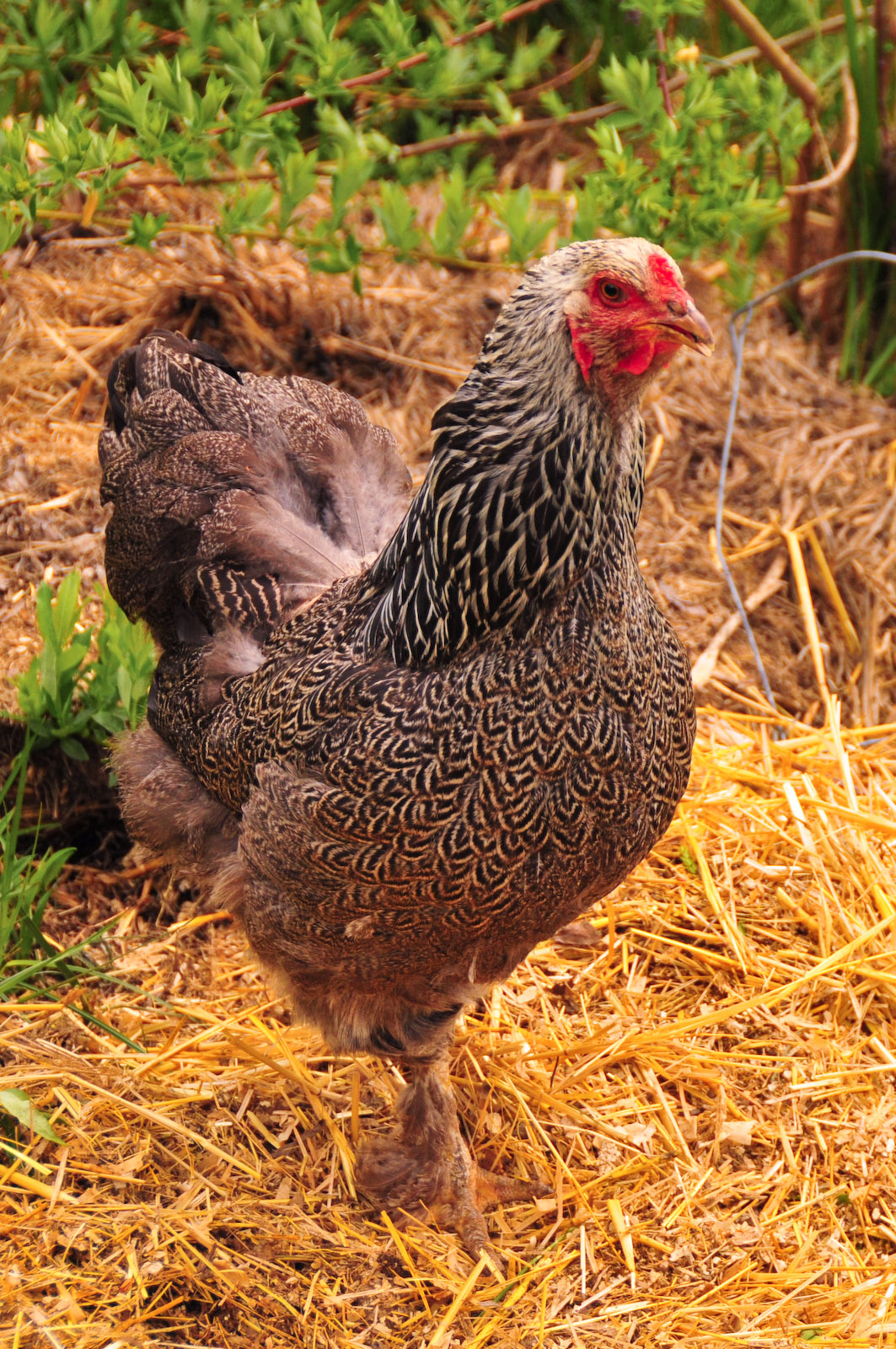
Brahmahöna, mörk silvertecknad.

Brahmahöns (Brahmaputrahöns), är en tung hönsras, med omtvistat ursprung. Det har bland annat hävdats att rasen kommit från Indien och området kring floden Brahmaputra, men även att rasen skulle stamma från Kina. På 1840-talet ställdes de första exemplaren ut i USA. En dvärgvariant av brahman härstammar från Storbritannien och Tyskland.
Brahman är en stor ras, en tupp kan bli upp till 75 centimeter hög och väga 3,5-5 kilogram och en höna väger omkring 4 kilogram. Tidigare hölls brahman främst som köttras, men även för sina ägg. Den har inte längre någon betydelse som produktionsras för kött eftersom den växer för långsamt för att köttproduktion i större skala skall bli ekonomisk. Istället har den blivit en hönsras som hålls för nöjes skull och som utställningsras.
Äggen är jämförelsevis små, ett ägg av en stor höna väger ungefär 55 gram och har gulbrun skalfärg. Hönorna är ofta villiga att ruva fram kycklingar, dock kan det ibland hända att ett ägg krossas av hönans tyngd. Dvärgvariantens ägg väger ungefär 35 gram och har ljusbrun skalfärg. En höna av dvärgvarianten väger omkring 900 gram och en tupp omkring 1 kilogram.
Till sitt sätt är brahman en lugn ras som sällan är aggressiv. En annan egenskap är att brahmatuppar i jämförelse med tuppar av många andra hönsraser har ett mer dovt och inte så gällt galande.

## Färger
- Björkfärgad
- Blå
- Blå/rapphönsfärgad
- Grå/vågrandig
- Gul/blå/columbia
- Gul/columbia
- Ljus/columbia
- Ljusblå/columbia
- Mörk silvertecknad
- Rapphönsfärgad
- Svart
- Vit